# Bruys
Bruys es una comuna francesa, situada en el departamento de Aisne, de la región de Alta Francia.

## Demografía
| 62 | 46 | 37 | 31 | 26 | 19 | 20 | 20 |
| Para los censos de 1962 a 1999 la población legal corresponde a la población sin duplicidades (Fuente: INSEE [Consultar]) |    |    |    |    |    |    |    |